# Universidad Católica Andrés Bello
Die Universidad Católica Andrés Bello (UCAB) ist eine Katholische Universität in Venezuela. Die Hochschule wurde am 23. Oktober 1953 in Caracas gegründet; Niederlassungen wurden in Los Teques, Guayana und Coro eingerichtet. 
Namensgeber ist der Schriftsteller Andrés Bello. Die Leitung obliegt der Ordensgemeinschaft der Jesuiten.